# Idioma barngarla
El idioma barngarla, anteriormente conocido como parnkalla, es una lengua aborigen de la Península de Eyre, Australia del Sur. Anteriormente estaba extinta, pero ha pasado por un proceso de revivalción de la lengua desde 2012.

## Ortografía
Barngarla se escribe fonéticamente usando un alfabeto de 27 letras, que consta de caracteres simples y dígrafos.
| Letter | IPA  | Pronunciation Guide |
| ------ | ---- | --- |
| a      | a    | Como en las palabras en inglés. "papa", "visa"                                                                                                 |
| aa     | /aː/ | As in the English words "father" |
| ai     | /ai/ | Como en las palabras en inglés. "pie", "sky"                                                                                                   |
| aw     | /aw/ | Como en las palabras en inglés. "power", "town"                                                                                                |
| b      | b    | La "b" normal española |
| d      | d    | La "d" normal española |
| dh     | d̪    | La "d" interdental como en las palabras en inglés. "this" and "dust"                                                                           |
| dy     | ɟ    | Como en la palabra en inglés. "judge", pero con la lengua contra el paladar                                                                    |
| g      | ɡ    | La "g" normal española |
| i      | i    | Como en inglés "bit", "sit", "pit" |
| ii     | /iː/ | Como en inglés "tea", "key", "ski" |
| l      | l    | La "l" normal española |
| lh     | l̪    | La "l" normal española pero con la lengua entre los dientes.                                                                                   |
| ly     | ʎ    | Como en las palabras inglesas "million", "will-you", con la lengua contra el cielo de la boca.                                                 |
| m      | m    | La "m" normal española |
| n      | n    | La "n" normal española |
| ng     | ŋ    | Como en las palabras inglesas "ringing", "singing", "Long Island"                                                                              |
| nh     | n̪    | Como en la palabra inglesa "tenth", con la lengua entre los dientes                                                                            |
| ny     | ɲ    | Como en la palabra inglesa "onion", con la lengua contra el cielo de la boca                                                                   |
| oo     | /uː/ | Como en la palabra inglesa "boot", "new" |
| r      | ɾ    | La "r" japonesa, que también se escucha en la pronunciación estadounidense de la "t" en "water".                                               |
| rd     | ɖ    | La "d" pronunciado con la punta de la lengua curvada hacia atrás detrás de los dientes                                                         |
| rh     | ɻ    | Como en la palabra inglesa "roaring" |
| rl     | ɭ    | La "l" pronunciada con la punta de la lengua curvada hacia atrás detrás de los dientes                                                         |
| rn     | ɳ    | La "n" pronunciado con la punta de la lengua curvada hacia atrás detrás de los dientes                                                         |
| rr     | /r/  | Alternativamente, cuando se habla lentamente o para dar énfasis, "rr" se pronuncia como un trino con "r" enrollada como en italiano o español. |
| u      | u    | Como las palabras inglesas "put", "butcher" |
| w      | w    | La "w" inglesa. |
| y      | j    | La "y" inglesa. |

A pesar de ser consideradas letras de Barngarla, "ai" y "aw”, no denotan fonemas distintos. Al contrario, en realidad no son más que la suma de sus partes. El sonido de "ai" es literalmente solo el sonido de "a" seguida del sonido de "i"; lo mismo ocurre con "aw".
Una cosa importante a tener en cuenta es que cuando hay una secuencia de dos fonemas dentales ("dh", "nh"), la "h" sólo se escribe una vez en lugar de dos. Es decir, la secuencia /d̪n̪/ se escribe "dnh" y no "dhnh". Lo mismo ocurre con los fonemas palatinos ("dy", "ny", "ly") con la "y", ("dny" en lugar de "dyny"), y con los fonemas retroflejos ("rd", "rl", "rn" ) con la "r", ("rdn" en lugar de "rdrn").

## Fonología

### Consonantes
Barngarla has the following consonant phonemes:
|             |             | Labial | Velar | Dental | Palatal | Alveolar | Retrofleja |
| ----------- | ----------- | ------ | ----- | ------ | ------- | -------- | ---------- |
| Oclusiva    | Oclusiva    | b      | ɡ     | d̪      | ɟ       | d        | ɖ          |
| Nasal       | Nasal       | m ~ bm | ŋ     | n̪ ~ d̪n̪ | ɲ ~ ɟɲ  | n ~ dn   | ɳ ~ ɖɳ     |
| Lateral     | Lateral     |        |       | l̪ ~ d̪l̪ | ʎ ~ ɟʎ  | l ~ dl   | ɭ ~ ɖɭ     |
| Rótica      | vibrante    |        |       |        |         | r        |            |
| Rótica      | plana       |        |       |        |         | ɾ        |            |
| Aproximante | Aproximante | w      | w     |        | j       |          | ɻ          |

- Todos los sonidos no velares, nasales y laterales se pueden detener previamente cuando ocurren al comienzo de una segunda sílaba de una palabra.
- La explosiva /ɟ/ generalmente se realiza como una africada [ɟʝ] o como una explosiva con liberación aproximada [ɟj] cuando va seguida de una vocal.[1]

### Vocales
Barngarla tiene los siguientes fonemas vocales:
|         | Anterior | Posterior |
| ------- | -------- | --------- |
| Cerrada | i iː     | u uː      |
| Abierta | a aː     | a aː      |

### Estrés
El acento acento prosódico siempre recae en la primera sílaba de cada palabra.

## Grammatical features

### Número gramatical
Barngarla tiene cuatro números gramaticales: singular, dual, plural y superplural.: 227–228  Por ejemplo:
- wárraidya "emu" (singular)
- wárraidyalbili "dos emúes" (doble)
- wárraidyarri "emus" (plural)
- wárraidyailyarranha "muchos emúes", "montones de emúes" (superplural)[3]: 228

### Distinción matrilineal y patrilineal
Barngarla se caracteriza por una distinción matrilineal y patrilineal. Por ejemplo, el pronombre matrilineal caso ergativo de primera persona dual ngadlaga ("nosotros dos") sería usado por una madre y su hijo, o por un hombre. y el hijo de su hermana, mientras que la forma patrilineal ngarrrinyi sería utilizada por un padre y su hijo, o por una mujer con el hijo de su hermano.: 7 

## Nombrar a los niños según su orden de nacimiento
En el Barngarla tradicional, el orden de nacimiento era tan importante que cada niño de la familia recibía su nombre según el orden en que nació. Barngarla tiene nueve nombres de orden de nacimiento masculino y nueve nombres de orden de nacimiento femenino, de la siguiente manera:: 42 
Chico: Biri (1.º), Warri (2.º), Gooni (3.º), Mooni (4.º), Mari (5.º), Yari (6.º), Mili (7.º), Wanggooyoo (8.º) y Ngalai (9.º).
Chica: Gardanya (1.º), Wayooroo (2.º), Goonda (3.º), Moonaga (4.º), Maroogoo (5.º), Yaranda (6.º), Milaga (7.º), Wanggoordoo (8.º) y Ngalaga (9.º).: 42 
Para determinar el nombre adecuado para el recién nacido Barngarla, los padres primero averiguaban el número del recién nacido dentro de la familia, y sólo entonces seleccionaban el nombre masculino/femenino, según el sexo del recién nacido. Entonces, por ejemplo, si una niña naciera después de tres niños, su nombre habría sido Moonaga ("cuarto nacido, mujer), ya que era el cuarto hijo de la familia.[cita requerida]

## Renacimiento del lenguaje
El último hablante nativo de la lengua murió en 1964. Sin embargo, la lengua ha revivido gracias al trabajo de un pastor luterano alemán Clamor Wilhelm Schürmann, que trabajó en una misión en 1844 y registró 3.500 (¿o 2000?) palabras para formar un diccionario Barngarla, titulado Un vocabulario de la lengua parnkalla [Barngala], hablada por los nativos que habitan las costas occidentales del golfo de Spencer.
En 2012 el catedrático de lingüística y lenguas en peligro de extinción de la Universidad de Adelaida, Ghil'ad Zuckermann, comenzó a trabajar con la Comunidad de Barngarla para revivir y recuperar la lengua de Barngarla, basándose en la teoría de Schürmann. trabajar. Se llevan a cabo talleres de reactivación del idioma en Port Augusta, Whyalla y Port Lincoln varias veces al año, con financiación del programa de apoyo a las lenguas indígenas del gobierno federal.
En octubre de 2016 se lanzó públicamente una aplicación móvil que presenta un diccionario de más de 3000 palabras de Barngarla.
Wardlada Mardinidhi / Barngarra Bush Medicines, un libro de 24 páginas, se publicó en julio de 2023. Es el tercer libro coescrito por Zuckermann y miembros de la familia Richards de Port Lincoln, esta vez representado Por Evelyn Walker. Registra los nombres de varias plantas nativas de los alrededores de Port Lincoln en Barngarla, latín e inglés, y describe su uso como medicina arbustiva. Walker espera que el libro forme parte de un programa para ayudar a los jóvenes y otras personas afectadas por las Generaciones Robadas a reconectarse con su cultura e idioma, mejorando su salud mental.

## Lecturas externas
- Zuckermann, Ghil‘ad, Shakuto-Neoh, Shiori & Quer, Giovanni Matteo, 2014, Native Tongue Title: Proposed Compensation for the Loss of Aboriginal Languages, Australian Aboriginal Studies 2014/1: 55-71.
- Zuckermann, Ghil‘ad & Walsh, Michael, 2014, 'Our Ancestors Are Happy!': Revivalistics in the Service of Indigenous Wellbeing, Foundation for Endangered Languages XVIII: 113-119.